# 中元みずき
Mizki / 中元みずき（なかもと みずき、2000年4月28日 - ）は、日本の歌手。広島県広島市出身。2021年からMizkiとして活動。

## 略歴

### デビュー前
広島県広島市に生まれる。音楽がかかると踊り出すような子供だったため、保育園の園長の勧めで広島市内のダンススクール「アクターズスクール広島」に入り、5歳から歌とダンスのレッスンを始めた。
中学生の時に「EXPG STUDIO BY LDH」大阪校の特待生として迎えられ、広島市から大阪に家族で引っ越す。
2015年に当時のE-girlsの下部組織として作られた２つのグループのひとつであるBunnies(中学生以下のメンバーのみのグループ)の一員となったが翌2016年卒業。東京に移るため高校進学のタイミングで家族で上京。
「自分は踊って歌って、ではなく、歌いたかった」ことから、2つの歌の専門学校「VOAT」「プロシンガーラボ」に入り、通信制の高校で勉強しながら、レッスン、アルバイト、オーディションに明け暮れる日々を送った。
オーディションに合格するまではまいばすけっとでアルバイトし週6でシフトに入り店長の右腕として主力を務めていた。
『THEカラオケ★バトル』（テレビ東京）や『今夜、誕生!音楽チャンプ』（テレビ朝日）、VOAT東京本校「第3回歌チャンピオン1stシーズン大会」に出場。
2019年に開催されたユニバーサルミュージックの「女性アーティストオーディション」に参加し最終審査を通過した後、ディズニーUS本社によるディズニー映画『アナと雪の女王2』のエンドソングオーディションに合格し、デビュー決定したことが2019年10月上旬にユニバーサルミュージックジャパンの応接間でたくさんの社員に迎えられ伝えられた。
日本版エンドソングを歌うアーティストにメジャーデビュー前の新人を起用するのはディズニーとしては初である。

### 中元みずきとして
2019年10月24日、ディズニーアニメの続編『アナと雪の女王2』の日本版エンドソングアーティストのお披露目イベントが都内で行われ、新人歌手の中元みずきが起用されることが発表され、本作のために書き下ろされた新曲「イントゥ・ジ・アンノウン 心のままに」を熱唱した。
2019年12月5日、公開中のディズニー映画『アナと雪の女王2』のPRで故郷凱旋し広島県庁を訪れ湯崎英彦知事を表敬訪問、集まった市民らの前で「イントゥ・ジ・アンノウン 心のままに」を歌い披露した。中元の広島の祖父母も県庁に駆けつけ歌を披露する孫を見守り応援した。
2019年12月10日、TOHOシネマズ六本木ヒルズで秋篠宮家の眞子内親王と佳子内親王を迎え開かれた台風19号被害への救援金を募る、ディズニー映画『アナと雪の女王2』のチャリティー上映会に出席。上映前に舞台でエンドソングを熱唱し2人から盛んに拍手をおくられた。その後、眞子内親王の真横に着席し『アナと雪の女王2』を鑑賞。眞子内親王から話しかけられ会話を交わした。
2019年12月31日、第70回NHK紅白歌合戦の「夢を歌おう」特別企画「Disney Cinema Medley 2019」にて、ディズニー映画『アナと雪の女王2』のエンドソング「イントゥ・ジ・アンノウン〜心のままに」を披露した。

### Mizkiとして
2021年1月20日、Mizkiとしてソロ活動することを発表。同時にYouTubeチャンネルを開設。2月3日にデビューシングル「Crazy For You」、2月24日に「Love Myself」、3月17日に「Bounce」が配信された。
2021年4月7日、前述3曲を含むデビューアルバム「Bet On Me」をリリース。4月28日に「Stay -Piano Ver.-」が配信、5月12日に「Stay」のリミックス音源が配信リリースされた。
2021年9月20日、「River」を配信。
2022年8月17日、「夏夜のララバイ」を配信。

## ディスコグラフィ

### スタジオ・アルバム
| 発売日         | タイトル                                     | 規格 | 規格品番                  | 備考 |
| -------------- | -------------------------------------------- | ---- | ------------------------- | ---- |
| 2019年11月22日 | アナと雪の女王2 オリジナル・サウンドトラック | CD   | UWCD-1054（通常盤）       |      |
| 2019年11月27日 | アナと雪の女王2 オリジナル・サウンドトラック | CD   | UWCD-9011/3（初回限定盤） |      |

「イントゥ・ジ・アンノウン〜心のままに」(日本版エンドソング)を収録。

### ミニアルバム
|     | 発売日       | タイトル  | 規格 | 規格品番  |
| --- | ------------ | --------- | ---- | --------- |
| 1st | 2021年4月7日 | Bet on me | CD   | UPCH-2219 |

## 出演

### テレビ
- ミュージックステーション 2時間スペシャル（テレビ朝日、2019年11月22日）
- COUNT DOWN TV（TBS、2019年11月23日）
- スッキリ（日本テレビ、2019年11月26日）
- 日テレ系音楽の祭典 ベストアーティスト2019（日本テレビ、2019年11月27日）
- ミュージックステーション（テレビ朝日、2019年11月29日）
- 2019 FNS歌謡祭 第1夜（フジテレビ、2019年12月4日）
- 行列のできる法律相談所（日本テレビ、2019年12月15日）
- 人生が変わる1分間の深イイ話（日本テレビ、2019年12月16日）
- 題名のない音楽会（テレビ朝日、2019年12月21日）
- ZIP!（日本テレビ、2019年12月24日）
- おはスタ（テレビ東京、2019年12月25日）
- ミュージックステーションウルトラSUPERLIVE2019（テレビ朝日、2019年12月27日）
- 大正製薬 presents MelodiX！スペシャル2019（テレビ東京、2019年12月28日）
- 第70回NHK紅白歌合戦（NHK総合・ラジオ第1、2019年12月31日）
- CDTVスペシャル！年越しプレミアライブ 2019 ⇒ 2020（TBS、2019年12月31日）
- ニンゲン観察バラエティ モニタリング（2022年9月15日、2023年5月25日）
- ハマダ歌謡祭（TBS、2023年6月30日、7月28日、8月18日）

### NHK紅白歌合戦出場歴
| 年度/放送回             | 回           | 曲目                                 | 出演順 | 対戦相手     | 備号                             |
| ----------------------- | ------------ | ------------------------------------ | ------ | ------------ | -------------------------------- |
| 2019年(令和元年)/第70回 | 特別出演(初) | イントゥ・ジ・アンノウン〜心のままに | -      | 対戦相手なし | 「夢を歌おう」特別企画にて初出場 |